# Amir Ali oglu Abdulazim
Amir Ali oglu Abdulazim (en azerí: Əmir Əli oğlu Əbdüləzim) o Abdulazim Sarkar (en azerí: ابدولزیم سرکار), arquitecto azerbaiyano del siglo XVII. Es el arquitecto de los santuarios de Kalajana construidos en 1663 o 1664 en la región de Shamaji. El nombre de Abdulazim Sarkar está grabado en una de estas tumbas. Su apodo de Sarkar está relacionado con su espíritu pionero en la construcción del complejo. Su estilo creativo encontró expresión en la proporcionalidad de la estructura volumen-espacio de sus obras y en las características individuales de las tumbas del mismo tipo.